# Егреші Терезія Омелянівна
Терезія Омелянівна Егреші (нар. 12 травня 1931, Ужгород) — українська радянська художниця тканин і модельєрка; членкиня Спілки радянських художників України.

## Біографія
Народилася 12 травня 1931 року в місті Ужгороді (нині Україна). 1952 року закінчила Ужгородське училище прикладного мистецтва, де навчалася у Йосипа Бокшая, Адальберта Ерделі, Федора Манайла, Андрія Коцки; у 1958 році — Львівський інститут прикладного та декоративного мистецтва, де була ученицею Миколи Бавструка. Дипломна робота — гобелен (керівник І. К. Вторушин, оцінка — відмінно).
Мешкала у Львові в будинку на вулиці Тернопільській, № 1 а, квартира № 7.

## Творчість
Працювала у галузі декоративного мистецтва (художній текстиль, моделювання одягу). Створювала тканини-гобелени, тканини для жіночої сукні, моделі жіночого та дитячого одягу та інше.
Брала участь у республіканських та всесоюзних виставках з 1960 року, зарубіжних — з 1959 року.